# 吉祥庵
吉祥庵是一座位于中国天津市宝坻区朝霞街道肖家堼村的尼姑庵建筑，该建筑目前为一般保护等级历史风貌建筑。2012年，成为区县级文物保护单位。